# Барейо
Барейо (ісп. Bareyo) — муніципалітет в Іспанії, у складі автономної спільноти Кантабрія. Населення — 2060 осіб (2009).
Муніципалітет розташований на відстані близько 340 км на північ від Мадрида, 16 км на схід від Сантандера.
На території муніципалітету розташовані такі населені пункти: Ахо (адміністративний центр), Барейо, Гуемес.

## Демографія
Динаміка населення (INE ):

## Галерея зображень

Розташування муніципалітету